# Калужин, Владимир Андреевич
Владимир Андреевич Калужин (28 августа 1936, Харьков — 28 октября 2003, Харьков) — советский и украинский шахматист, мастер спорта СССР (1981), международный мастер ИКЧФ (1981), заслуженный тренер Украины.

## Биография
Работал инженером. С 1974 года был тренером городской шахматной школы Харькова.
Выступал преимущественно в заочных соревнованиях. Главное спортивное достижение — победа в 18-м чемпионате Европы по переписке (1981 г.). В составе сборной Харькова стал победителем Кубка Эврара — Деланнуа (3-я доска, 10 из 12, лучший результат на доске).
Лучший результат в очном турнире — победа в чемпионате Харькова 1978 г.
В Харькове проводится мемориал В. А. Калужина в формате турнира по швейцарской системе с укороченным контролем времени.